# Краєнчин
Краєнчин (пол. Krajęczyn) — село в Польщі, у гміні Йонець Плонського повіту Мазовецького воєводства.
Населення — 146 осіб (2011).
У 1975-1998 роках село належало до Цехановського воєводства.

## Демографія
Демографічна структура станом на 31 березня 2011 року:
|          | Загалом | Допрацездатний вік | Працездатний вік | Постпрацездатний вік |
| -------- | ------- | ------------------ | ---------------- | -------------------- |
| Чоловіки | 65      | 5                  | 53               | 7                    |
| Жінки    | 81      | 8                  | 49               | 24                   |
| Разом    | 146     | 13                 | 102              | 31                   |